# Simon Addo
Simon Addo (Obuasi, 11 de dezembro de 1974) é um ex-futebolista profissional ganês, atuava como goleiro, medalhista olímpico de bronze.

## Carreira
Simon Addo conquistou a a medalha de bronze em Barcelona 1992. E representou a Seleção Ganesa de Futebol nas Olimpíadas de 1996.